# 岩永健吉郎
岩永 健吉郎（いわなが けんきちろう、1918年6月26日 - 1998年11月22日）は、日本の政治学者。東京大学名誉教授。

## 経歴
福岡市に生まれる。1936年福岡県中学修猷館、1938年第一高等学校文科甲類を経て、戦争による非常時を理由に高等教育の修業年限が短縮されたことにより、1941年12月東京帝国大学法学部政治学科を3か月繰り上げて卒業。
東大在学中は、戦時色が高まる中で欧米における民主政の発展過程を学ぶことに心の救いを求め、高木八尺教授のアメリカ政治史や岡義武教授のヨーロッパ政治史を熱心に聴講した。また、両教授の勧めにより、アレクシ・ド・トクヴィルやアルトゥル・ローゼンベルクの著作を熟読している。この経験を通じて、岩永の研究に一貫する、民主政に対する控えめなオプティミズムと、現実政治を相対化する比較政治的視野が育まれた。
卒業と同時に海軍経理学校に召集され、短期間の訓練の後、アリューシャン列島キスカ島攻略作戦への参加を命ぜられ、さらにサイゴンに派遣され敗戦までそこで留まった。サイゴンでは、現地在住のフランス人に師事してフランス語を学び、フランス的思考様式についての理解を深めた。
戦後、1946年10月東京帝国大学法学部において特別研究生として研究を再開。1950年3月東京大学教養学部社会学科専任講師となり、同助教授を経て教授に就任する。
1978年4月東京大学を定年退官し名誉教授となる。その後千葉大学教授に就任する。

## 人物
自己を律する点では極めて厳しかったが、後進の指導にあたっても権威主義的な態度はとらず、後進を批判する場合でさえ自分自身の反省として話すのが常であったという。

## 著書
- 『西欧の政治社会』(UP選書) 東京大学出版会、1977年、第2版1983年
- 『戦後日本の政党と外交』 東京大学出版会、1985年

### 編著
- 『政治学研究入門』東京大学出版会、1974年

### 翻訳
- シグマンド・ノイマン『大衆国家と独裁――恒久の革命』みすず書房、1960年。共訳者：岡義達・高木誠

以下は各「アメリカのデモクラシー」の抄訳版
- 『フランクリン ; ジェファソン ; ハミルトン；ジェイ；マディソン; トクヴィル　世界の名著33』中央公論社、1970年

松本重治責任編集。共訳者：渡辺利雄・高木誠・高木八尺・日高明三・斎藤真
- トクヴィル『アメリカにおけるデモクラシーについて』（中公クラシックス）中央公論新社、2015年。新版解説：高山裕二

- トクヴィル『アメリカにおけるデモクラシー』（研究社叢書）研究社出版、1972年。共訳者：松本礼二
- 『ヨーロッパ人のアメリカ論』「アメリカ古典文庫 21」研究社出版、1976年。

本間長世解説。共訳者：松本礼二・宇田佳正・岩野一郎・海老根宏